# Loubok

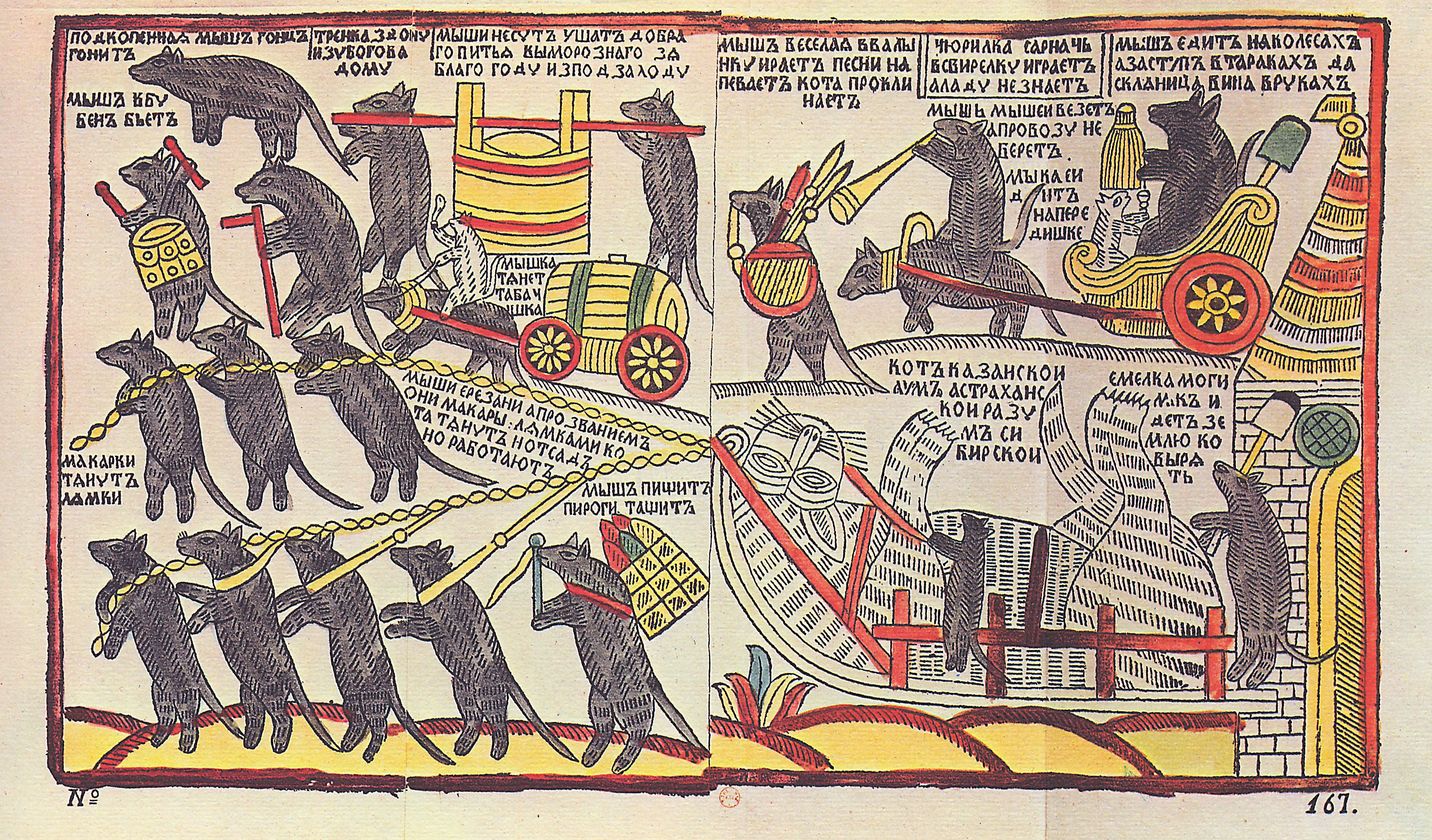
L'Enterrement du Chat par les Souris, loubok des années 1760.

Le loubok (en russe : лубок, loubki au pluriel), est une estampe populaire russe gravée sur bois (au XVIIe siècle), sur cuivre (à partir du XVIIIe siècle), ou lithographiée (à partir des années 1880).
Le loubok est apparu au milieu du XVIIe siècle et s'est vendu sur les marchés jusque dans les années 1950.
On peut les comparer aux gravures d'Épinal de l'imagerie Pellerin, mais originellement, ils s'inscrivent dans la lignée bien plus vaste et générique de l'imagerie populaire qui se développe en Europe à partir de la fin du XVe siècle, qui voit fleurir les feuilles volantes, les « canards » vendus par colportage.

## Histoire
Le loubok russe est un art populaire qui s'est développé durant la dernière moitié du XVIIe siècle. Le loubok russe a été influencé par les gravures sur bois et autres types de gravures réalisées en Allemagne, en Italie et en France durant la première moitié du XVe siècle, dont il reprend parfois les thèmes du Grand Diable d'argent, du Monde à l'Envers, etc.. Mais le loubok acquiert rapidement sa spécificité, et devient immédiatement reconnaissable. Comme dans les autres pays d'Europe, sa popularité est en partie liée au fait que c'était un œuvre bon marché. Le loubok était vendu sur les marchés, et par colportage.
Le loubok est, à l'origine, une gravure sur bois. Quelques décennies plus tard, le bois fut remplacé par une nouvelle technique utilisant un support en cuivre, permettant de réaliser des gravures plus fines, avec de nombreux détails. Le dessin était ensuite colorié à partir de peinture tempera diluée, apposée à la main. L'utilisation de la peinture tempera donnait au produit fini un aspect étonnamment brillant avec des couleurs et des lignes vives.
À la fin du XIXe siècle, à partir des années 1870, les gravures sur cuivre sont reportées sur pierre, et imprimées en lithographies, puis réhaussées de couleurs vives, apposées à la main — un procédé qui n'existe pas dans les autres pays, où la couleur se fait par une apposition au pochoir ou par l'impression de plaques successives. Ce procédé a donné un art de la couleur très remarquable, dont se sont inspirés les peintres d'avant-garde : Mikhaïl Larionov et Natalia Gontcharova parmi les chantres du néoprimitivisme, mais aussi Kandinsky (qui cite le loubok dans l'Almanach du Blaue Reiter) ou Chagall....
Associés aux images et en corrélation avec ces dernières, les gens incluaient du texte qui faisait référence à un conte ou une leçon. Le professeur Alexander Boguslawski revendique le style loubok comme « une combinaison d'icônes russes et de manuscrits représentant les traditions, les idées et les thèmes des gravures sur bois européennes occidentales ». Mais il y a également de nombreux thème spécifiquement russes.

## Les différents types de loubki

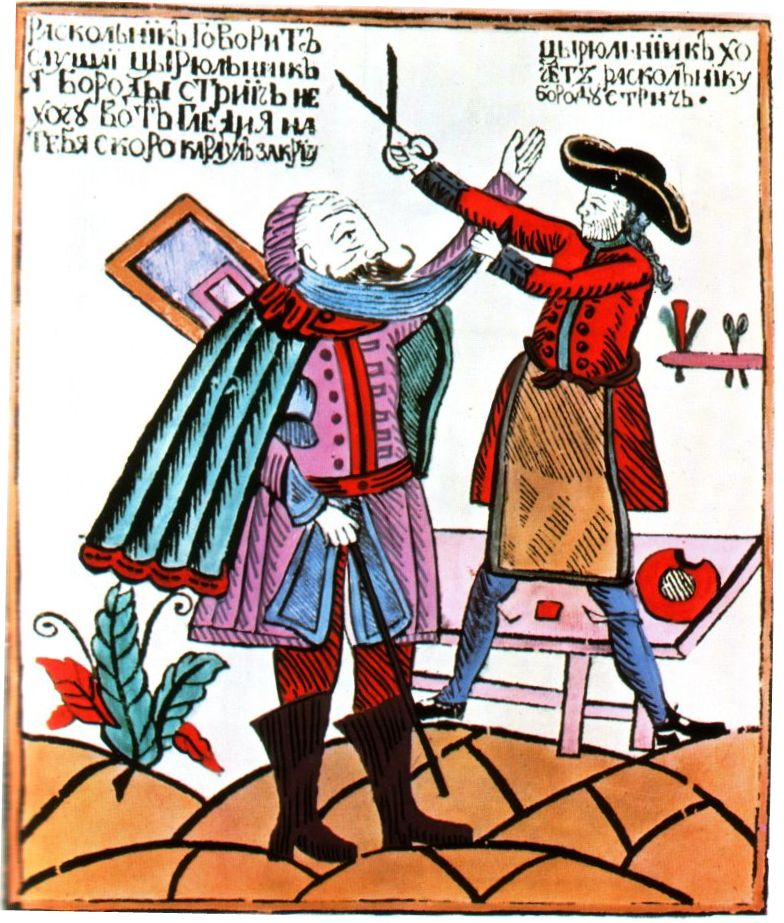
Le coiffeur veut couper la barbe du dissident, années 1770.

Dans un ouvrage monumental faisant référence, le folkloriste de la fin du XIXe siècle Dmitri Rovinski a mené un travail de classement du loubok à travers différentes catégories. Rovinski classe les loubki ainsi par genre :
- les icônes et les illustrations des Évangiles
- les vertus et les maux de femmes
- l'enseignement, l'alphabet et les nombres
- Agendas et almanachs
- lecture éclairée
- les romans, les contes populaires et les légendes de héros
- les histoires de la Passion du Christ, le Jugement Dernier et les souffrances des martyrs
- les loisirs populaires en incluant les fêtes de Maslenitsa, des comédies fantoches, l'enivrement, la musique, la danse et le théâtre
- les blagues et les satires associées à Ivan le Terrible et Pierre le Grand
- les satires tirées d'œuvres étrangères
- les prières populaires
- le gouvernement qui fait réaliser des images informatives, en incluant des déclarations et des nouvelles

Beaucoup de loubki peuvent être classifiés autour de nombreuses autres catégories. Cette liste n'est donc pas exhaustive. A contrario, elle a été jugée trop ample par des historiens de l'art postérieurs.
Habituellement classées parmi le "loubok", bien qu'il ne s'agisse pas de gravures anonymes, les gravures sur bois de Vassili Koren, auteur de la Bible de Koren (1692-1696), représentant Adam et Eve au Paradis, l'Enfer et des scènes du Jugement dernier.

## L'Enterrement du Chat par les souris

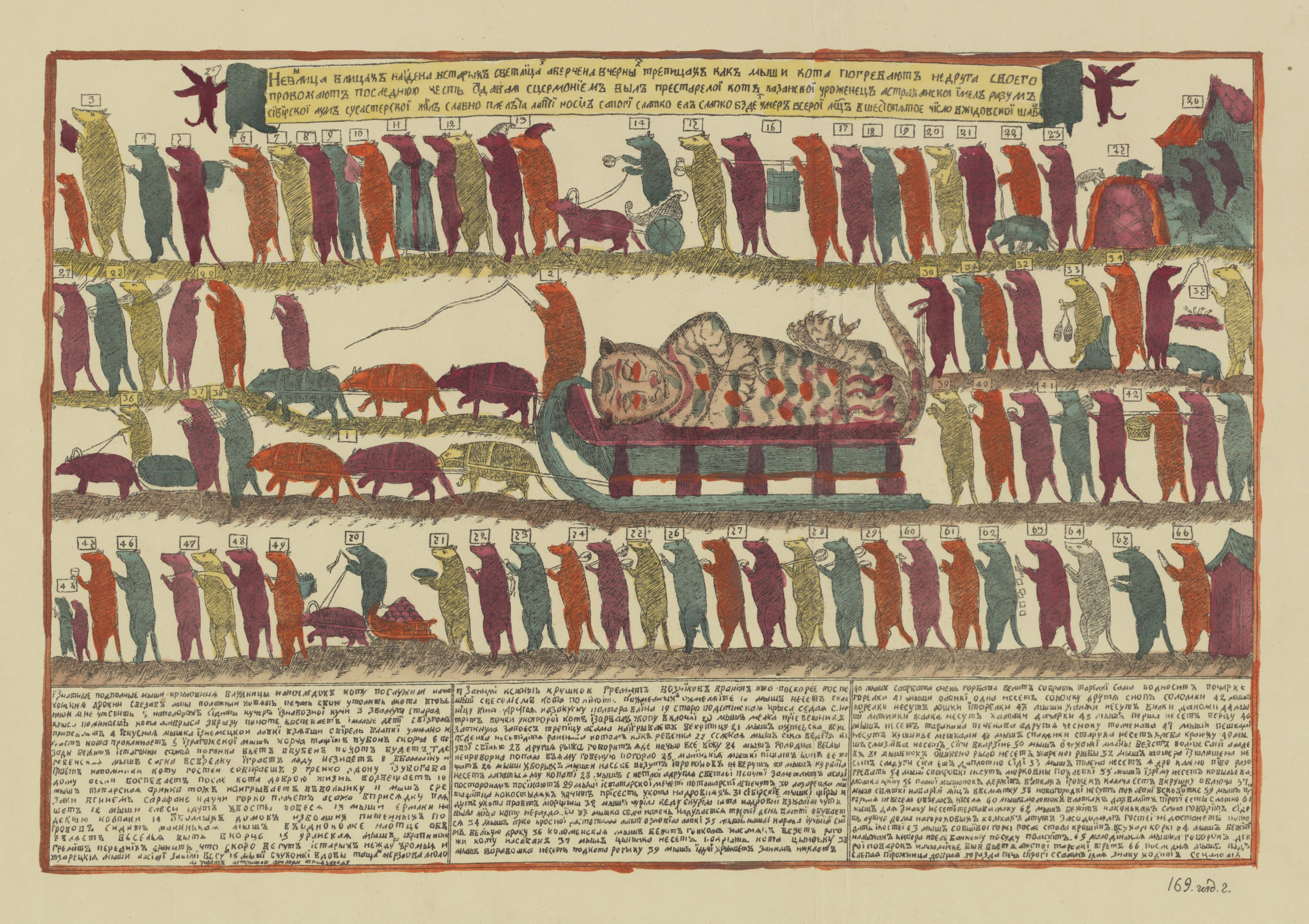
Une des versions de L'Enterrement du Chat par les souris, gravure sur cuivre, XVIIIe siècle.

Le thème de L'Enterrement du Chat par les souris, apparu à la fin du XVIIIe siècle, et cité par Champfleury dans Les Chats, est spécifiquement russe. On en connaît une dizaine de versions, qui ont connu un grand succès ; elles ont été imprimées jusqu'à la fin du XIXe siècle.
L'image peut être considérée comme une inversion carnavalesque, de type « Monde à l'Envers » — mais il s'agit plus plausiblement — un avis partagé depuis Rovinski - d'une satire de l'enterrement du tsar Pierre le Grand, mort en 1725. De multiples éléments corroborent cette hypothèse, notamment le titre ronflant du Chat (Chat de Kazan, Esprit d'Astrakhan, Bon Sens de Sibérie), le nombre de souris tirant le traîneau avec le défunt, les souris portant des lapti (chaussures tressées dont la production avait été favorisée par Pierre Ier), etc.

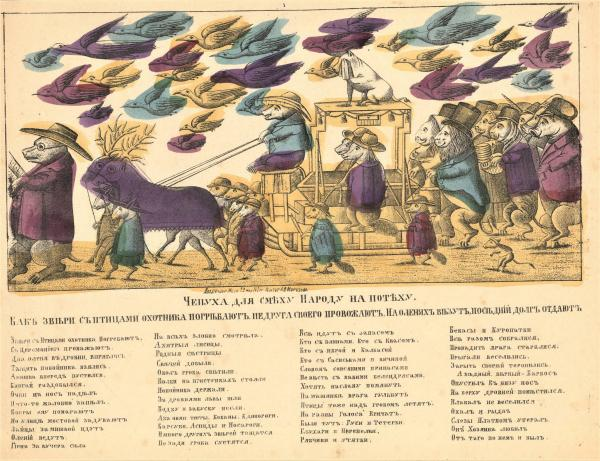
L'Enterrement du chasseur par les animaux.

Le thème de la procession, de la mise en bière et de l'accompagnement d'un cercueil, est repris entre autres dans l'Enterrement du chasseur... où les animaux des bois, animaux sauvages et oiseaux, accompagnent le chasseur mort. Tous se réjouissent, apportent de la nourriture et des boissons, sauf le chien assis au-dessus du cercueil, « qui pleure à chaudes larmes : il aimait son maître ». La légende de ce loubok est typique de la fantaisie des textes accompagnant les images populaires russes.

## Le loubok et la guerre de 1812
Certaines images satiriques sur la Guerre anglo-américaine de 1812 sont qualifiées de loubok car ce sont des feuilles volantes imprimées — mais cette appellation a pu être contestée. Ces images satiriques se moquent de la Grande Armée napoléonienne en déroute : la retraite due au froid (le Général Hiver), la famine qui s'empare des soldats contraints de manger leurs chevaux, la Bérézina, etc. Ces images sont signées ; elles sont notamment l'œuvre du dessinateur Ivan Terebenev — ce qui les rapproche plus de la caricature que de l'imagerie populaire. Ce type d'images a servi de support pour cimenter l'identité nationale russe et développer le patriotisme notamment durant la période napoléonienne.

## Héros, bogatyrs, Baba Yaga

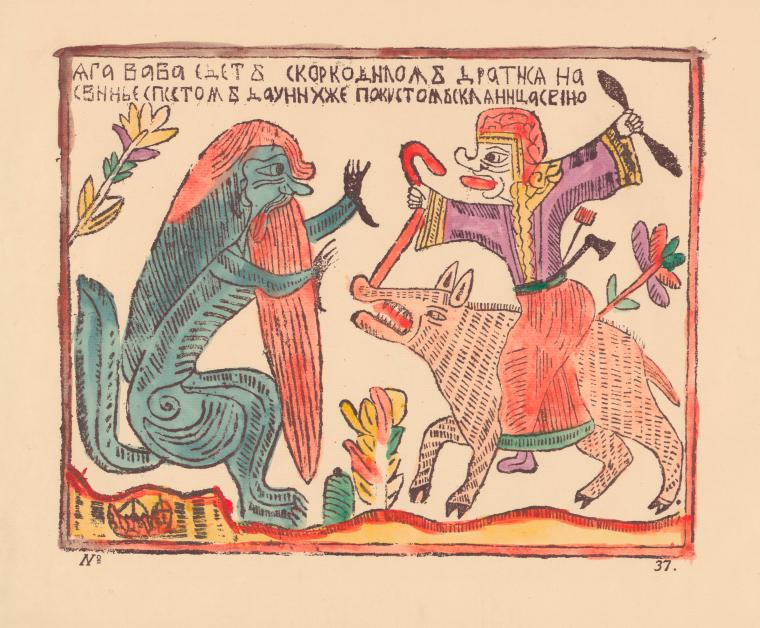
Baba-Yaga combattant le gardien des enfers.

Parmi les thèmes du loubok, on trouve le folklore russe: les bogatyrs, les héros de contes, la Baba Yaga.
La Baba Yaga est habillée dans des costumes distinctifs brodés. Elle est rattachée au folklore sous un aspect parfois bénéfique, plus souvent maléfique. Elle apparaît chevauchant un cochon, comme dans les traditions folkloriques russes: à l'occasion de Maslenitsa (le carnaval orthodoxe avant le Grand Carême), le fait de monter des cochons était un moment important. Dans d'autres loubki, une Maslenitsa personnifiée se rendant à Moscou pour lancer les festivités est exhibée à l'arrière d'un cochon (Farrell 735).
Les loubki représentant les exploits d'Ilya Mouromets, Ivan Tsarévitch, et autres célèbres bogatyrs, sont nombreux. Ils existent en plusieurs versions.